# محمد الشحات محمد
محمد الشحات محمد ولد في الدقهلية سنة 1966، هو أديب ومفكر وشاعر وناقد مصري. 

## مسيرته
ساهم في مختلف الفنون (شعر - قصة - مسرح - مقال - القصة الشاعرة)، وكذلك الرسم والعزف على آلة الناي، هذا فضلاً عن ابتكاره فن القصة الشاعرة، وجمعية دار النسر الأدبية، واكتشاف ورعاية عدد كبير من المواهب في العديد من مجالات، وغير ذلك من آرائه السياسية والاجتماعية ودوره البارز من خلال حرفه في ربيع الثورات العربية، وخصوصاً ثورة مصر. وكان هو المؤسس للمؤتمر العربي للقصة الشاعرة، وهو مؤتمر سنوي، كما أسس مهرجاناً أدبياًّ بعنوان «لا حجر على فكر»، ونادى بتفعيل العمل الأهلي والاجتماعي في تطوير الأمم، وله عدد من المحاضرات بعنوان «القيادة والتفكير الإبداعي»، وصدر له بحدود أربعين كتاباً ما بين الشعر والنقد والقصة القصيرة والقصة الشاعرة والمسرح والمقالات.

## مسيرته المهنية
- عضو اتحاد كُتّاب مصر
- مؤسس ورئيس جمعية دار النسر الأدبية
- مؤسس المؤتمر العربي للقصة الشاعرة ومبتكر هذا الفن الكتابي
- رئيس اللجنة الثقافية بالأكاديمية الأمريكية للعلوم والتكنولوجيا
- سفير منظمة البرقية التونسية الدولية للسلام بين الشعوب
- شارك بالتحكيم في عدد من مسابقات الشعر في مصر والوطن العربي
- دكتوراه فخرية في فض المنازعات والتحكيم التجاري الدولي من الأكاديمية الدولية المصرية للدراسات المتخصصة بالتعاون مع أكاديمية كامبردج للعلوم والتكنولوجيا والجامعة الأمريكية الدولية للدراسات المتخصصة ومفوضية الاتحاد الأفريقي بجامعة الدول العربية
- درع الاتحاد العالمي للإبداع الفكري والأدبي «جوسيل» بالـسويد في أغسطس 2015
- درع الاتحاد المغربي للمبدعين في دورته «حتى لا ننسى روّادنا» مايو 2015 المغرب
- درع المجلس الأعلى للثقافة واتحاد كتاب مصر في المؤتمر السادس للقصة الشاعرة عام 2015
- حاصل على جائزة المجلس الأعلى للثقافة في الشعر الفصيح لعام 1995 والمركز الأول في شعر العامية عن هيئة قصور الثقافة لعام 2012
- درع مجلس محافظة القاهرة لعام 2008 ودرع هيئة قصور الثقافة عن المؤتمر العربي الثالث للقصة الشاعرة عام 2012
- كرّمه الاتحاد الدولي للمواقع الإلكترونية I.U.W
- كرّمته الرابطة العربية للآداب والثقافة بالعراق
- كرّمه الاتحاد العام للمنتجين العرب
- كرمه الاتحاد العربي لإعداد القادة
- حاصل على عدة دورات في المسرح والتدريب والحماية المدنية والتنمية البشرية ومجلس الاتحاد الإقليمي للجمعيات بالقاهرة، ومديرية التضامن الاجتماعي بالقليوبية، وهيئة قصور الثقافة
- نُشرت أعماله في مختلف الصحف والمجلات المصرية والعربية، وقُدّمت عبر عدد من الإذاعات والقنوات الفضائية، وتُرجمتْ أعماله إلى اللغتين الإنجليزية والألمانية
- عضو عدد من المؤتمرات الأدبية (اتحاد كتاب مصر – الهيئة العامة لقصور الثقافة)
- عضو عدد من المعاجم منها معجم البابطين، ومعجم أدباء مصر، الموسوعة الكبرى للشعراء العرب. [5]
- صورة الشاعر محمد الشحات محمد.

## من أشعاره
يا مصر
ثورة وتراتيل

## الإصدارات
من إصداراته:
| - زغاريد الألم (ديوان شعر) عام 1990 - ومن النقد إلى الشعر نطير (دراسة) عام 1994 - عناقيد الورق (شعر) عام 1995 - الموج الساخن (دراسات) عام 2007 - أنفلونزا النحل (قصص شاعرة) 2008 | - موسقة الغضب (دراسات نقدية) 2010 - للتاريخ كلمة أخرى (ديوان شعر) 2012 - لانجوم بعد اليوم (قصص قصيرة) عام 2013 - آه ياراسي (ديوان شعر) 2013 - أشعار نسرية (ديوان شعر) عام 2015 | - ثورة وتراتيل (ديوان شعر) عام 2015 - الصمت من وحي الرنين (ديوان شعر) عام 2015 - القصة الشاعرة وآفاق التجريب (أبحاث المؤتمر العربي السادس للقصة الشاعرة) عام 2015 - الدائرة المستقيمة (ديوان شعر) عام 2016 - موسوعة القصة الشاعرة 2021 |

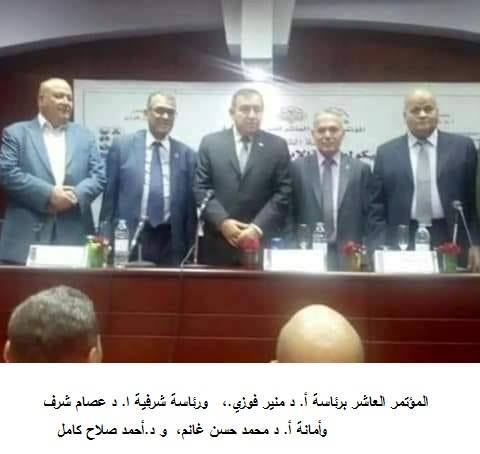
الشاعر محمد الشحات محمد في مؤتمر القصة الشاعرة 2019

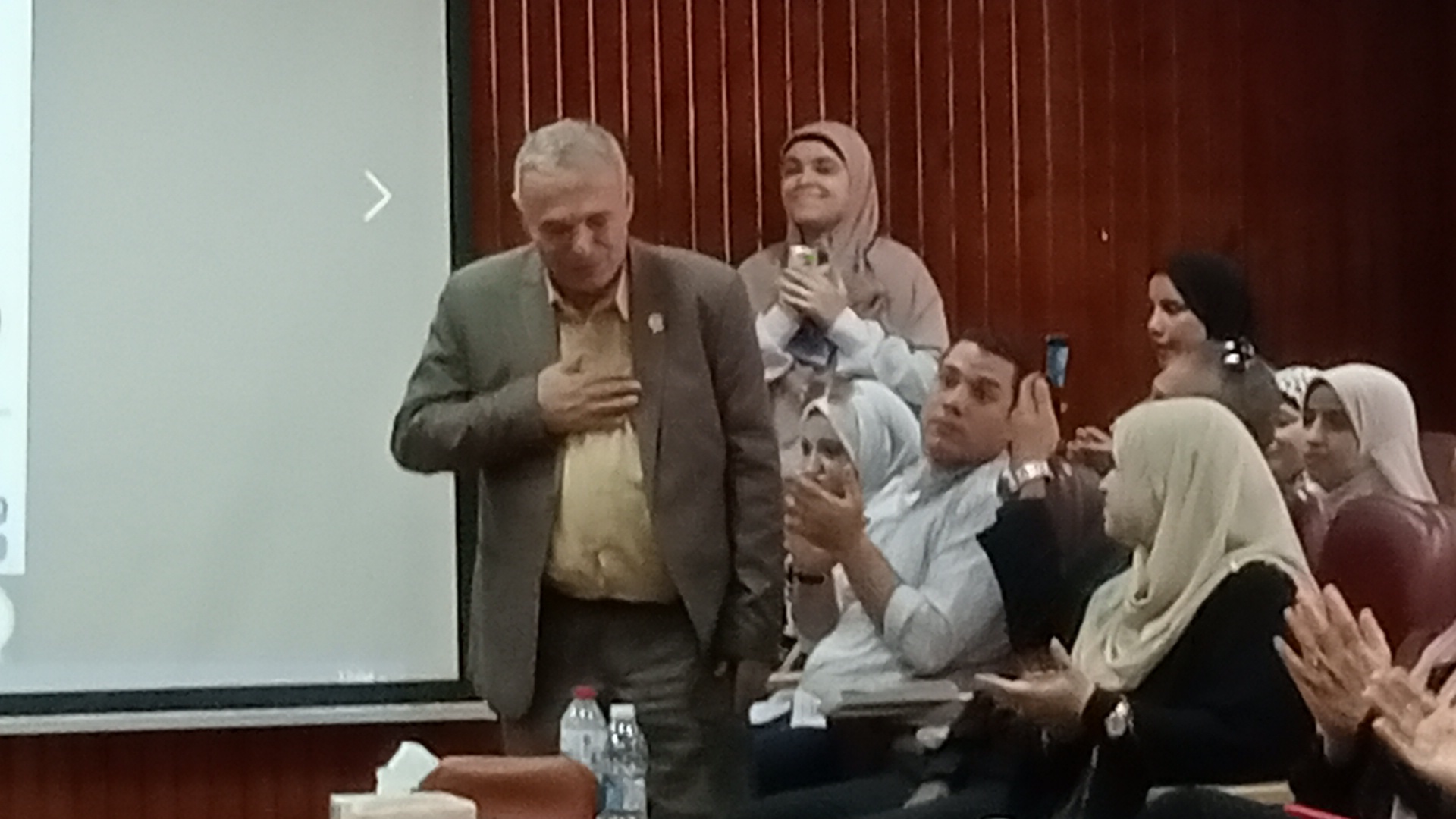
الشاعر محمد الشحات محمد في مؤتمر القصة الشاعرة 2023

الشاعر محمد الشحات محمد والمشهد الثقافي على موقع القاهرة24
| كلمة الشاعر محمد الشحات محمد في المؤتمر الثاني عشر للقصة الشاعرة https://www.youtube.com/watch?v=sQKg3cMEhEk - قصيدة ماتت شبارة للشاعر محمد الشحات محمد - قصيدة الصمت من وحي الرنين على يوتيوب - قصيدة صهيل النسر على يوتيوب - القصة الشاعرة (منطق الإيمان) على يوتيوب - مع طلاب كلية التربية جامعة المنصورة على يوتيوب - الشاعر محمد الشحات محمد أمين عام مهرجان شعراء القمة بالمنصورة على يوتيوب - قصيدتي "بلاغ" و" أسماء في مئذنة السحر" على يوتيوب - صور للشاعر محمد الشحات محمد على يوتيوب | - المؤتمر العربي العاشر للقصة الشاعرة بالفترة المفتوحة بالنيل الثقافية مع الشاعر محمد الشحات محمد وأ.د حسن مغازي - الشاعر محمد الشحات محمد وأ.د عادل عوض على النيل الثقافية حول المؤتمر الثاني عشر للقصة الشاعرة - جنون العقلانين - الشاعر محمد الشحات محمد - المجلس الأعلى للثقافة - مصر بكرة على الثقافية مع الشاعر محمد الشحات محمد على يوتيوب - القناة الثانية المصرية مع الشاعر محمد الشحات محمد على يوتيوب - برنامج شاي الخامسة على النيل الثقافية مع الشاعر محمد الشحات محمد على يوتيوب - على الثقافية مع الشاعر محمد الشحات محمد على يوتيوب - تكريم الشاعر محمد الشحات محمد من الاتحاد العالمي للإبداع الفكري والأدبي على يوتيوب |

## المصادر والمراجع

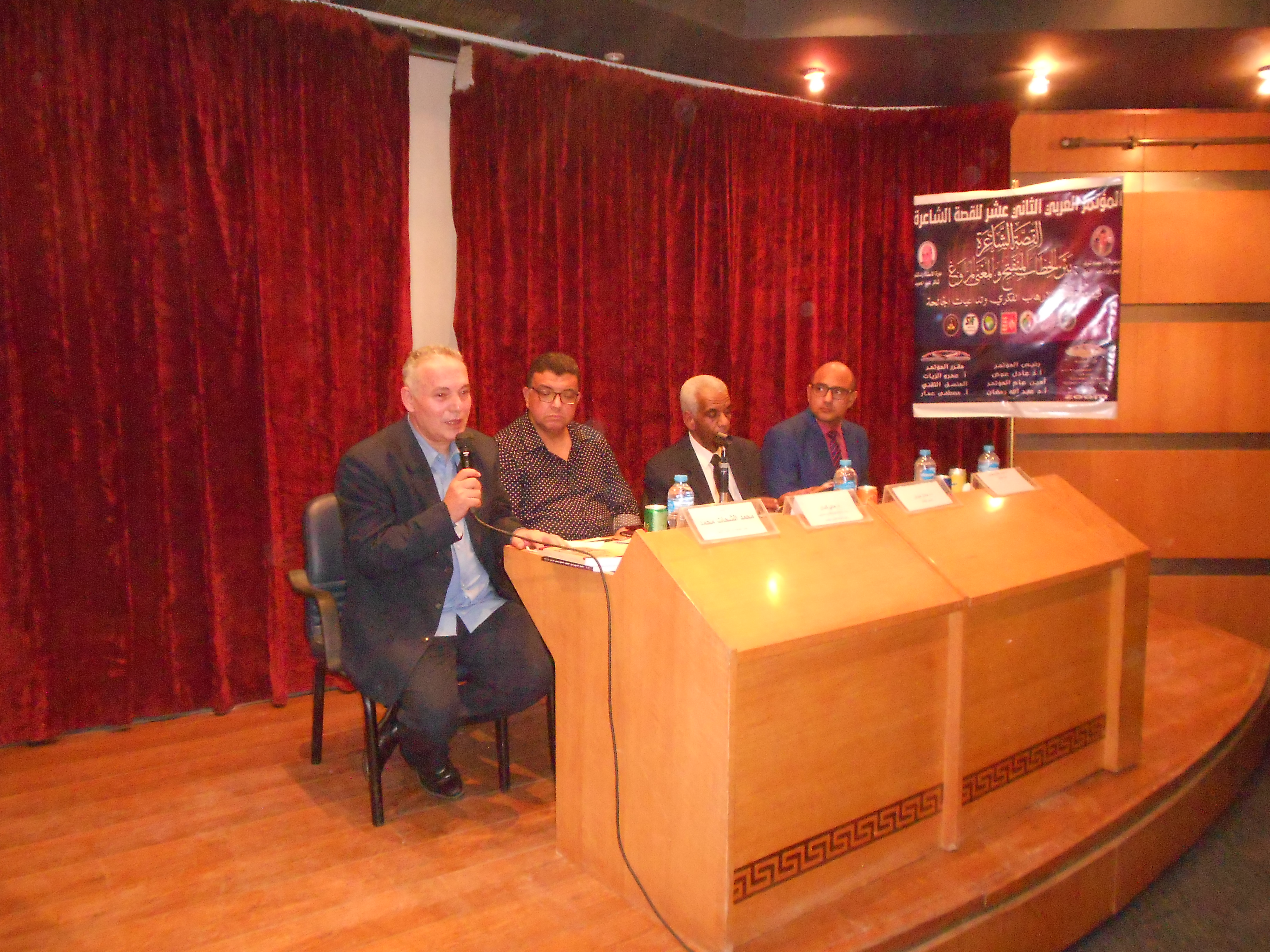
افتتاح المؤتمر العربي الثاني عشر للقصة الشاعرة برئاسة أ.د عادل عوض وأمانة أ.د عبد الله رمضان ومقرر المؤتمر الناقد الأدبي عمرو الزيات